# Fernando Pérez de Traba
Fernando Pérez de Traba en castellà i gallec — Fernão Peres de Trava (portuguès) — (1100, Santiago de Compostel·la - 1 de novembre del 1155) fou un noble gallec, comte de Traba i de Trastàmara, amant de la regenta de Portugal, Teresa de Lleó i comtessa de Portugal, mare del futur rei de Portugal Alfons Henriques. El noble està relacionat amb la independència portuguesa vers Castella.

## Independència de Portugal
L'any 722 amb la batalla de Covadonga es dona per iniciada la “Reconquesta” del territori que d'antuvi va ser cristià. En l'òptica de fer caure el Califat de Còrdova, desmembrat en taifes, els regnes cristians de la península Ibèrica (ex.: Castella, Lleó...) demanen l'ajuda als regnes cristians del nord d'Europa (p. ex.: França). L'un respon enviant-hi dos borgonyons, Henrique de Borgonya i D. Raimundo, que van aconseguir victòries importants per a Castella i Lleó, unificada a partir del segle xi. Com a recompensa, Alfons VI de Castella i Lleó, resol donar terres als dos nobles. Enric de Borgonya rep el Comtat de Portucalense gràcies al casament amb D. Teresa. El segon, Raimundo, rep Galícia i una part de Portucalense casant-se amb D. Urraca.

## Conflicte a la cort
Però a la mort d'Enric de Borgonya el seu fill, Alfons Henriques, és massa jove per governar. La mare decideix prendre la regència que aprofita per teixir una influència de la noblesa gallega en la cort portuguesa poc acceptada pels nobles portuguesos en qüestió. Entre els nobles que rodegen la reina està Ferran Peres de Traba. Els dos, Teresa i Ferran, mantenien una relació amorosa, no gens ben vista. A la majoria d'edat, Alfons Henriques, decideix llevar la seva mare i Ferran del mig. Alfons dit El Conquistador, emprèn llavors una guerra en contra de les tropes de la seva mare i de Ferran Peres de Traba que acaba donant-li la victòria.

## Les conseqüències de San Mamede
La Batalla de San Mamede (Guimarães) és decisiva. Vençuda, Teresa es retira i a partir de llavors comença un període de guerres contra els musulmans i Castella, a més d'enviament de cartes al Papa perquè aquest el reconegui com a monarca. Alfons Henriques el Conquistador haurà d'esperar-se, tanmateix, fins ben a passada la Conferència de Zamora, perquè el Papa el reconegui finalment com a tal. Reconeixent fruit de la butlla Manifestis Probatum (1179).